# ケニエバ圏
ケニエバ圏（ケニエバけん、フランス語：Cercle de Kéniéba）は、マリ共和国の地方行政区画でカイ州を構成する圏のひとつ。行政の中心地はケニエバにおかれる。下級単位のコミューンは12団体あり、2009年の統計で人口は194,153人を数える。
ケニエバ圏は丘陵地帯であるバンブーク（fr:Bambouk）のマリ側を含んでいる。ガーナ王国とマリ帝国の経済を支えた歴史的な金山地域でもあり、
21世紀の現在もなお稼働する金鉱山がある。ケニエバ圏はファレメ川（fr:Falémé）の渓谷によってセネガル側のバンブークと分かたれている。

## コミューン
ケニエバ圏には以下のコミューンがある。
- ベイヤ (ケニエバ圏)（fr:Baye (Kéniéba)）
- ダビア（fr:Dabia）
- ディアラファラ（fr:Dialafara）
- ドンビア（fr:Dombia）
- ファレア（fr:Faléa）
- ファラバ (ケニエバ圏)（fr:Faraba (Kéniéba)）
- ゲネゴレ（fr:Guénégoré）
- カッサマ（fr:Kassama）
- ケニエバ（fr:Kéniéba）
- クールーコト（fr:Kouroukoto）
- サガロ (マリ)（fr:Sagalo）
- シタキリ（fr:Sitakili）